# بون ماكدوغال
بون ماكدوغال (بالإنجليزية: Bon MacDougall)‏ هو سائق سيارة سباق ومهندس أمريكي، ولد في 4 أغسطس 1901، وتوفي في 11 ديسمبر 1970.